# Myrlaea albistrigata
Myrlaea albistrigata is een vlinder uit de familie snuitmotten (Pyralidae). De wetenschappelijke naam is voor het eerst geldig gepubliceerd in 1881 door Staudinger.
De soort komt voor in Europa.